# Calígula
|  | Per a altres significats, vegeu «Calígula (desambiguació)». |

Gai Juli Cèsar August Germànic (llatí: Gaius Iulius Caesar Augustus Germanicus; nascut el 31 d'agost del 12 i mort el 24 de gener del 41), més conegut com a Calígula (Caligula), fou el tercer emperador de l'Imperi Romà entre el 37 i el 41. Fill de Germànic, un general popular, i Agripina la Major, neta d'August, pertanyia a la primera nissaga imperial romana, la dinastia julioclàudia.
El seu oncle i pare adoptiu, Tiberi, succeí a August el 14. Tot i que havia estat anomenat en honor de Gai Juli Cèsar, els soldats del seu pare li posaren el sobrenom de «Calígula» ('petita càliga') durant la seva campanya a Germània. En morir Germànic a Antioquia el 19, Agripina tornà amb els seus sis fills a Roma, on es convertí en enemiga acèrrima de Tiberi en un conflicte que acabaria portant a la perdició de la seva família i l'execució de tots els seus parents masculins tret de Calígula. El 26, Tiberi es retirà de la vida pública i anà a viure a l'illa de Capri, on se li uní Calígula el 31. A la mort de Tiberi el 37, Calígula li succeí com a emperador.
Els primers mesos del seu regnat foren prometedors, ja que Calígula concedí incentius a la guàrdia pretoriana, manà arxivar tots els casos de traïció iniciats per Tiberi i indultà els proscrits i exiliats. No obstant això, poc de temps després emmalaltí i estigué molt a prop de la mort i, quan es recuperà, el seu comportament canvià radicalment. Estudis moderns suggereixen que l'emperador patia encefalitis o epilèpsia o que la seva personalitat fou conseqüència de l'ambient inestable de la seva infantesa i la seva adolescència. Durant aquest temps, va ordenar assassinar diversos membres de la seva família, senadors o polítics i aliats, al mateix temps que prenia actituds com a mínim excèntriques, com ara prometre el càrrec de cònsol al seu cavall de curses Incitatus, o manar esculpir el seu cap en totes les estàtues de divinitats de Roma, considerant-se ell mateix com un déu.
L'any 40, Calígula va ampliar l'Imperi Romà amb Mauretània i va fer un intent important de conquerir Britànnia, aixecant dues legions, però va haver de desistir i la conquesta de Britànnia va ser acabada pels seus successors. A poc a poc, la seva popularitat va decréixer i al principi de l'any 41 fou assassinat per un legionari de la seva guàrdia personal, Gai Cassi Quèrees, del qual acostumava a burlar-se pel seu aspecte efeminat. Aquest també assassinà la seva muller Cesònia i la seva filla de dos anys, Júlia Drusil·la.
El seu regnat és el més mal documentat de la dinastia julioclàudia. Les fonts literàries sobre aquests quatre anys són imprecises, sovint anecdòtiques, i normalment hostils. A causa d'això, no tan sols la majoria dels fets d'aquest regnat continuen sent confusos sinó que, a més, Calígula apareix més aviat com una caricatura, com un megalòman boig que se serveix dels capricis i de la crueltat i no com una persona real. Aquesta descripció es deu sobretot als escrits dels senadors i historiadors Suetoni i Tàcit.

## Primers anys

### Família
Calígula va néixer amb el nom de Gai a Antium (actualment Anzio), a la costa central de la península Itàlica i a uns 60 quilòmetres de Roma el 31 d'agost de l'any 12 dC. Era el tercer dels sis fills de Germànic i la seva cosina segona Agripina. Els seus germans eren Neró i Drus i les seves germanes Agripina, Drusil·la i Júlia Livilla. Gai era nebot de Claudi, que seria emperador després d'ell, i renebot del seu predecessor Tiberi.

### Joventut

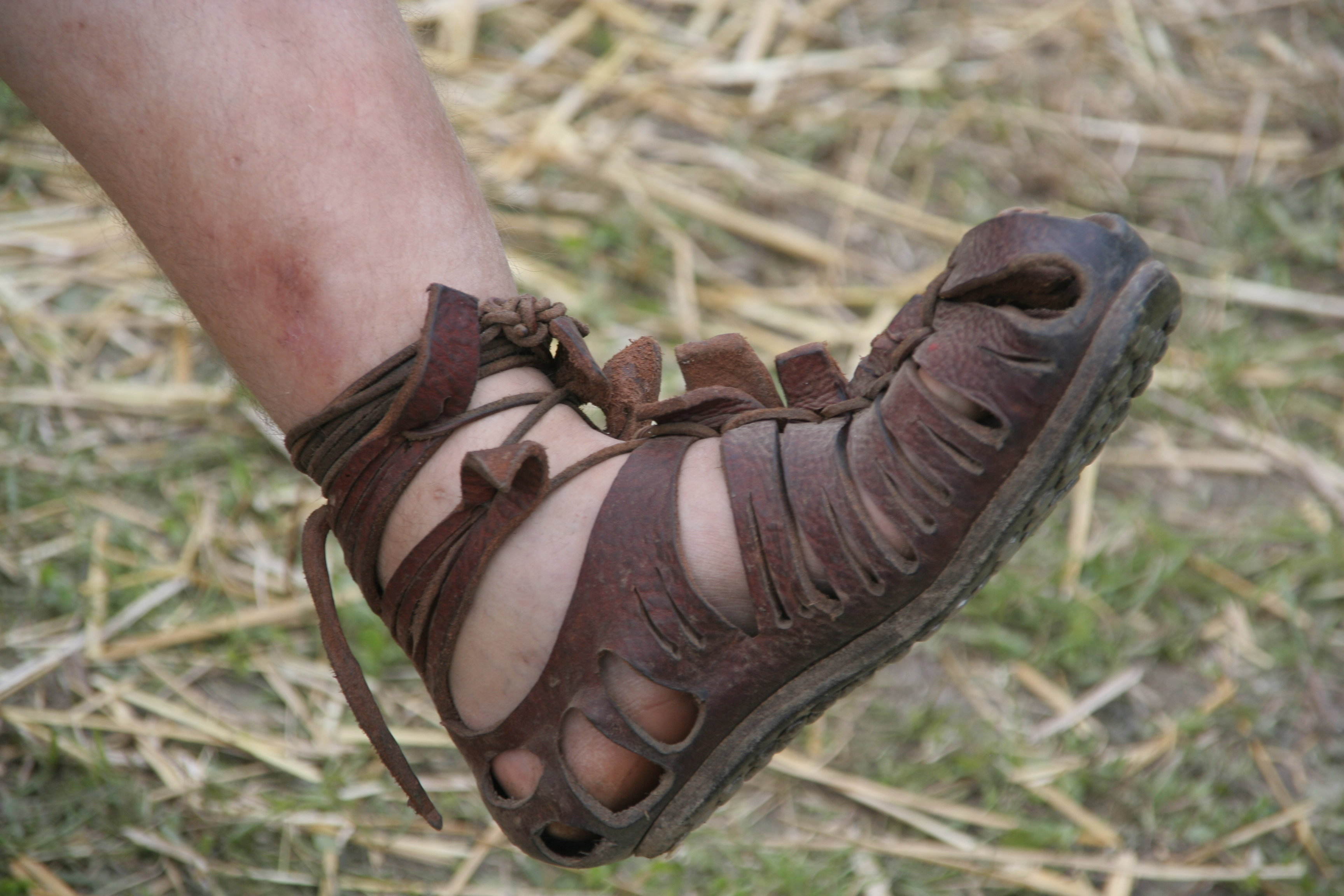
Una càliga, el calçat dels legionaris romans que va donar el sobrenom a Calígula

Amb només tres anys, Gai acompanyava el seu pare Germànic en les seves campanyes al nord de Germània. Els soldats es divertien sovint amb el nen i el disfressaven amb un uniforme militar de la seva mida amb botes i armadura. Aviat se li va donar el sobrenom afectuós de Calígula ('boteta') en referència a les petites càligues o botes militars que portava. Sembla que a Gai va arribar a desagradar-li aquest pseudònim.
El seu pare va morir a Síria quan ell només tenia set anys; segons Suetoni, va ser enverinat per ordre de l'emperador Tiberi, que el veia com un rival polític. Després de la mort del seu pare, Calígula va viure amb la seva mare fins que les seves relacions amb Tiberi es van deteriorar. Tiberi no volia permetre a Agripina que es tornés a casar per por que el seu futur marit fos un rival polític. Agripina i el seu fill Neró van ser forçats a l'exili l'any 29 acusats de traïció.
En aquest moment, Calígula va ser enviat a viure amb la seva besàvia Lívia Drusil·la i, quan aquesta morí, va anar a viure amb la seva àvia Antònia Menor. L'any 30, el seu germà Drus Cèsar va ser empresonat per traïció i el seu altre germà, Neró Cèsar, moriria a l'exili a causa d'inanició o per suïcidi. Suetoni escriu que, després de la mort de la seva mare i germans, Calígula i les seves germanes no eren sinó presoners de Tiberi sota l'atenta mirada dels seus soldats.
L'any 31, Calígula va ser destinat a l'atenció personal de Tiberi a Capri, on va viure durant 6 anys. Sorprenentment, Calígula es va salvar de la desgràcia de la seva família, ja que, segons els historiadors, era un actor excel·lent que, en veure el perill que corria, va saber amagar els seus ressentiments cap a Tiberi. Un coetani va dir d'ell: «Mai no hi ha hagut un esclau millor per a un amo tan dolent.»
Després d'esdevenir emperador, Calígula va assegurar haver planejat l'assassinat de Tiberi amb una daga per tal de venjar la seva família. No obstant això, va afirmar que, malgrat que va portar la daga al seu dormitori mentre aquell dormia, va preferir llençar-la a terra. Se suposa que Tiberi va arribar a conèixer els seus plans, però mai no va atrevir-se a investigar-ho. Suetoni afirma que Calígula tenia ja aleshores la crueltat que més tard el caracteritzaria i que si Tiberi el va portar a Capri, era per demostrar la seva ruïna personal: «Estic criant un escurçó per al poble romà i un Faetont per al món.»
L'any 33, Tiberi va nomenar Calígula qüestor honorari, un càrrec que ocupà fins a la seva proclamació com a emperador. Mentrestant, la seva mare i el seu germà Drus van morir a la presó. L'any 33, va casar-se amb Júnia Claudil·la, que moriria de part l'any següent. Calígula va establir una bona amistat amb el prefecte de la guàrdia pretoriana Nevi Sertori Macró, que esdevindria un important aliat seu, i de qui va aconseguir que intercedís en la seva disputa amb Tiberi, mirant d'eliminar les suspicàcies que l'emperador pogués tenir envers ell.
L'any 35, Calígula va ser nomenat hereu de Tiberi juntament amb Tiberi Bessó.

## Emperador

### Nomenament

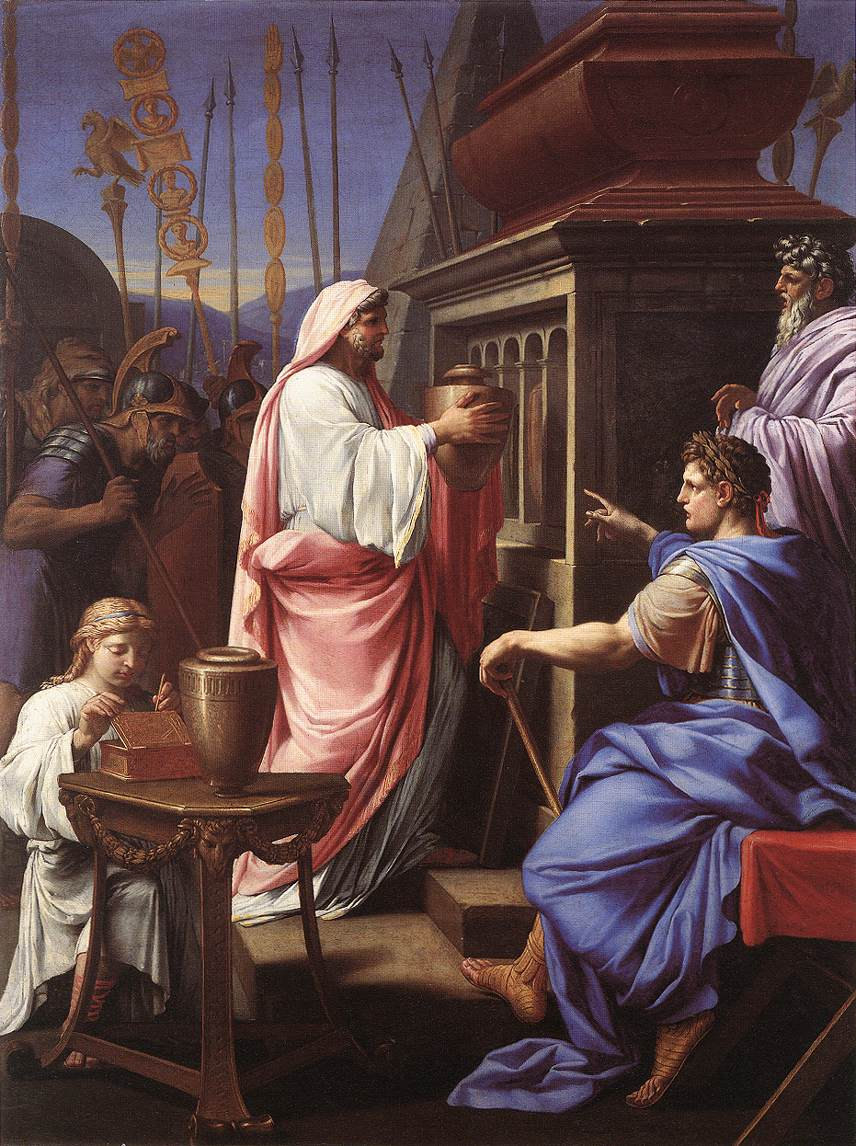
Calígula dipositant les cendres de la seva mare i germà a la tomba dels seus avantpassats (Eustache Le Sueur, 1647)

Quan Tiberi va morir, el 16 de maig de l'any 37, els seus poders i títols del principat van ser transferits a Calígula i al net de Tiberi, Bessó, que havien d'ostentar-los conjuntament. Malgrat que Tiberi tenia 78 anys i es trobava en el seu llit de mort, alguns historiadors afirmen que va ser assassinat. Tàcit escriu que Nevi Sertori Macró, guàrdia pretorià, el va asfixiar amb un coixí per facilitar l'ascens de Calígula, fet que provocà l'alegria del poble romà, mentre que Suetoni afirma que el mateix Calígula podria haver-lo assassinat. Tant Sèneca com Filó d'Alexandria afirmen que va morir de mort natural. Amb l'ajut de Macró, Calígula va declarar nul el testament de Tiberi amb relació a Bessó, al·legant demència, però va respectar-ne la resta.
Calígula va acceptar els poders del principat atorgats pel senat romà i va entrar a Roma el 28 de març enmig d'una multitud que li cridava noms afectuosos com «el nostre nadó» o «la nostra estrella». Calígula és descrit com el primer emperador que era admirat per tothom «en tot el món, des de la sortida fins a la posta de sol». Se l'estimava entre altres coses per la popularitat del seu pare Germànic i en contraposició amb l'impopular Tiberi. Suetoni afirma que es van sacrificar més de 160.000 animals en honor seu durant els 3 mesos posteriors al seu nomenament. Filó descriu els set primers mesos del regnat de Calígula com a «completament joiosos».
Les seves primeres accions com a emperador van ser generoses, però de naturalesa clarament política. Per tal de guanyar-se el suport de diversos sectors, va augmentar la paga als militars, inclosa la de la guàrdia pretoriana i la de les tropes que es trobaven fora d'Itàlia. Va destruir les proves de traïció de diversos condemnats per aquest fet, declarant que els judicis per traïció eren cosa del passat, i va permetre tornar els qui havien estat enviats a l'exili. També va ajudar alguns romans que haurien estat perjudicats pel sistema fiscal imperial; va prohibir certes pràctiques sexuals i va organitzar batalles de gladiadors per complaure el poble. Així mateix, va reunir les restes de la seva mare i els seus germans, que va enterrar al mausoleu d'August.
L'octubre del 37, Calígula va caure greument malalt, o bé enverinat. Es va recuperar poc després, però molts van creure que el jove emperador s'havia transformat en una ment diabòlica quan va començar a matar o enviar a l'exili aquells que estaven a prop d'ell o als qui veia com una amenaça seriosa. Potser la seva malaltia li va recordar la seva mortalitat i la voluntat d'altres de situar-se en el seu lloc. Va fer assassinar el seu cosí i fill adoptiu Tiberi Bessó, un acte que va ultratjar la seva àvia comuna Antònia Menor, que va suïcidar-se, encara que Suetoni afirma que Calígula també la va matar. També va fer executar el seu sogre Marc Juli i el seu cunyat Emili Lèpid, del qui havia estat íntim amic. El seu oncle Claudi es va salvar només perquè Calígula el conservava per riure-se'n. La seva germana preferida, Drusil·la, va morir l'any 38 d'una febrada i les altres dues, Agripina i Júlia Livilla, van ser enviades a l'exili.

### Reforma pública

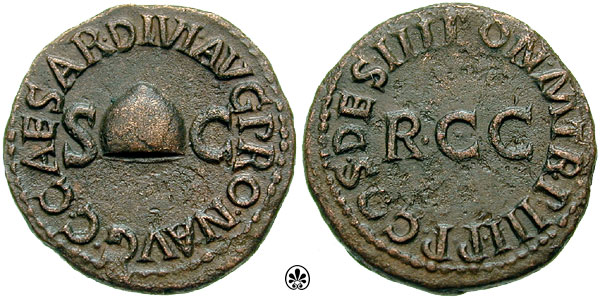
Moneda emesa per commemorar la reforma fiscal de l'any 38, que inclou un gravat per significar la llibertat que simbolitza la reforma

L'any 38, Calígula va centrar la seva atenció en la reforma política i pública. A diferència de Tiberi, va publicar els comptes dels fons públics, va administrar ajudes a les persones que havien perdut béns en incendis, va eliminar alguns impostos, i va atorgar diversos premis en esdeveniments gimnàstics. També va permetre que entressin nous membres en certs ordes eqüestres i senatorials.
Potser el més significatiu és que va restaurar la pràctica d'eleccions democràtiques. Cassi Dió diu que aquest acte, malgrat que va agradar a la plebs, va aixecar les suspicàcies de molts, que creien que el repartiment de poder resultant podria anticipar molts desastres.
Durant aquest mateix any, Calígula va ser criticat per ordenar executar diverses persones sense judici i per forçar el seu aliat Macró a suïcidar-se.

### Crisi financera i fam
Segons Cassi Dió, l'Imperi Romà va haver d'afrontar una greu crisi econòmica l'any 39, mentre que Suetoni n'estableix l'inici l'any 38. Els pagaments de Calígula per assegurar-se suport polític i la seva generositat i extravagància van exhaurir la tresoreria de l'estat. Els historiadors antics afirmen que Calígula va començar a acusar falsament, multar i fins i tot assassinar rivals amb el propòsit d'apoderar-se de les seves pertinences.
Els historiadors descriuen també una sèrie de mesures desesperades per part de l'emperador que, per tal d'obtenir fons, va arribar a demanar que la població prestés diners a l'estat. Calígula recaptà impostos sobre els plets, el matrimoni i la prostitució, i va començar a subhastar la vida dels gladiadors en les seves actuacions. Alguns testaments que s'havien deixat en favor de Tiberi van ser reinterpretats per tal que Calígula pogués apropiar-se'n i els centurions que s'havien quedat béns que havien saquejat es van veure obligats a lliurar el botí a l'estat.
Alguns funcionaris encarregats de recaptar impostos per les vies romanes van ser acusats de mala gestió i de malversació i obligats a pagar multes. Segons Suetoni, durant el primer any del seu mandat, Calígula va aconseguir reunir 2,7 milions de sestercis de la fortuna de Tiberi.
Durant aquesta època, es va produir una fam de proporcions desconegudes, potser a causa de la mateixa crisi. No obstant això, Suetoni afirma que va ser perquè Calígula va confiscar la majoria de carruatges públics, dificultant el transport i Sèneca sosté que va ser a causa que va destinar diversos vaixells a la construcció de ponts flotants, impedint-ne l'ús per al transport de blat.

### Construcció

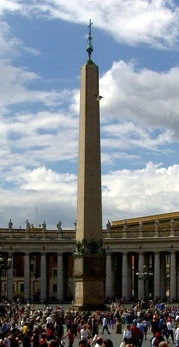
Calígula va ordenar portar l'obelisc del Vaticà a Roma des d'Egipte. Originàriament, havia estat concebut com el centre d'un hipòdrom a la província

Malgrat la crisi, Calígula va iniciar la construcció d'una sèrie de projectes, alguns per al bé comú i d'altres per al seu propi gaudi. Flavi Josep descriu l'ampliació dels ports de Reggio de Calàbria i de Sicília com una de les grans obres del seu mandat, que va permetre augmentar les exportacions de blat des d'Egipte.
Calígula va completar la construcció del temple d'August i del teatre de Pompeu; va iniciar la construcció d'un nou amfiteatre al costat de la Saepta Julia i va fer ampliar el palau Imperial. Va començar la construcció dels aqüeductes Aqua Claudia i Anio Novus que Plini el Vell considera meravelles de l'enginyeria.
També va manar construir una gran pista d'atletisme coneguda com el circ de Gai i Neró i va fer portar un obelisc d'Egipte (ara conegut com l'obelisc Vaticà) per aixecar-lo al centre de Roma. A Siracusa, va fer reparar les muralles de la ciutat i diversos temples i va fer construir noves carreteres, insistint-ne en el manteniment. També havia previst reconstruir el palau de Polícrates de Samos, acabar el temple d'Apol·lo a Efes i fundar una ciutat en un lloc elevat dels Alps. Igualment, va planejar iniciar la construcció del canal de Corint, i fins i tot va enviar un centurió a supervisar-ne el projecte.
L'any 39, ordenà la construcció d'una sorprenent plataforma flotant temporal que es construiria utilitzant vaixells pontons, i que s'estendria per una distància de més de dos quilòmetres des de la localitat de Baiae al port veí de Pozzuoli. Es deia que el pont pretenia rivalitzar amb el que va fer construir el rei Xerxes per travessar els Dardanels. Calígula, que no sabia nedar, va travessar-lo muntat en el seu cavall favorit, Incitatus, vestint la cuirassa d'Alexandre el Gran. Aquest acte va ser un desafiament a una predicció que l'endeví Tràsil de Mendes va fer a Tiberi afirmant que Calígula tenia «més possibilitats de cavalcar a través de la badia de Baiae que d'esdevenir emperador».
Calígula es va fer construir dos grans vaixells anomenats vaixells de Nemi, que van ser recuperats del fons del llac de Nemi l'any 1929 i destruïts el 1944 durant la Segona Guerra Mundial, que es troben entre els vaixells més grans de l'antiguitat. El més gran servia de palau flotant i el més petit era un temple a Diana. Les restes arqueològiques que se'n van salvar es conserven al Museu Nacional de Roma.

### Pugna amb el senat
L'any 39, les seves relacions amb el senat es van deteriorar per causes desconegudes. El senat s'havia acostumat a legislar sense la intervenció imperial entre la marxa de Tiberi a Capri, l'any 26 i l'ascensió de Calígula. A més, els diferents judicis per traïció promulgats per Tiberi havien eliminat els senadors pro julians com Gai Asini Gal Saloní.
Revisant els registres dels judicis per traïció de l'època de Tiberi, Calígula va decidir que nombrosos senadors no eren dignes de confiança a causa de les seves accions durant aquells temps. Va ordenar un nou conjunt d'investigacions i judicis després dels quals va fer substituir el cònsol i va condemnar a mort diversos senadors. Suetoni informa que altres senadors van ser degradats i obligats a esperar-lo i córrer al costat del seu carro.
Poc després de la seva ruptura amb el senat, Calígula es va trobar una sèrie de noves conspiracions en contra seva, inclosa la del seu cunyat Emili Lèpid, que va ser frustrada a finals del 39 amb la seva execució. Poc després, el magistrat i comandant de la Germània Superior Gneu Corneli Lèntul Getúlic, molt popular entre les legions, també va ser executat en relació amb una conspiració.

### Expansió cap a l'oest
L'any 40, Calígula va estendre l'imperi cap a l'occident, incorporant formalment la província de Mauretània i fent un nou intent significatiu de conquerir Britànnia, que fou completament annexada pels seus successors.

#### Mauretània
Mauretània era un estat client de Roma governat per Ptolemeu de Mauritània, net de Marc Antoni i Cleòpatra i cosí de Calígula, al qui va convidar a Roma per tal de fer-lo assassinar. Mauretània va ser annexada per Roma i dividida en dues províncies, Mauritània Tingitana i Mauritània Cesariense, separades pel riu Muluia, aproximadament coincidents amb els actuals Marroc i Algèria. Plini afirma que la divisió va ser obra de Calígula, però Dió afirma que l'any 42 va tenir lloc un aixecament que va ser sufocat per Gai Suetoni Paulí i que només després es va dur a terme la separació.
Els detalls sobre els esdeveniments mauritans de 39-44 no són clars. Dió va escriure un capítol sencer sobre l'annexió de Mauritània però s'ha perdut. És possible que el moviment tingués un motiu polític o bé que fos estrictament personal, a causa de la por i gelosia per part de Calígula cap al seu cosí Ptolemeu, així que l'expansió no hauria seguit una lògica militar o econòmica. No obstant això, la rebel·lió de Tacfarinas ja havia mostrat la debilitat de l'Àfrica proconsolar en el seu flanc oest i com els reis clients mauritans van ser incapaços de proporcionar protecció a la província i, per tant, és possible que l'expansió de Calígula fos una resposta prudent davant de potencials amenaces futures.

#### Britànnia
Sembla que durant aquests anys es va emprendre una campanya a Britànnia, per la qual es van reclutar dues noves legions, però que finalment fou avortada. Aquesta campanya va ser ridiculitzada pels escriptors contemporanis, que parlen d'una victòria dels gals disfressats com les tribus germàniques i de com es va enviar l'exèrcit a recollir petxines o «residus del mar». Les poques fonts primàries dissenteixen en la seva lectura dels fets i els historiadors moderns han especulat sobre diverses hipòtesis. És possible que la campanya al canal de la Mànega fos simplement una missió de reconeixement o per acceptar la rendició del cabdill local Adminius. Les «petxines» o conchae, en llatí, podrien ser una metàfora dels genitals femenins, potser referint-se a les visites dels soldats als prostíbuls, o de barques, potser referint-se a la captura de petites embarcacions britàniques.

### Divinitat

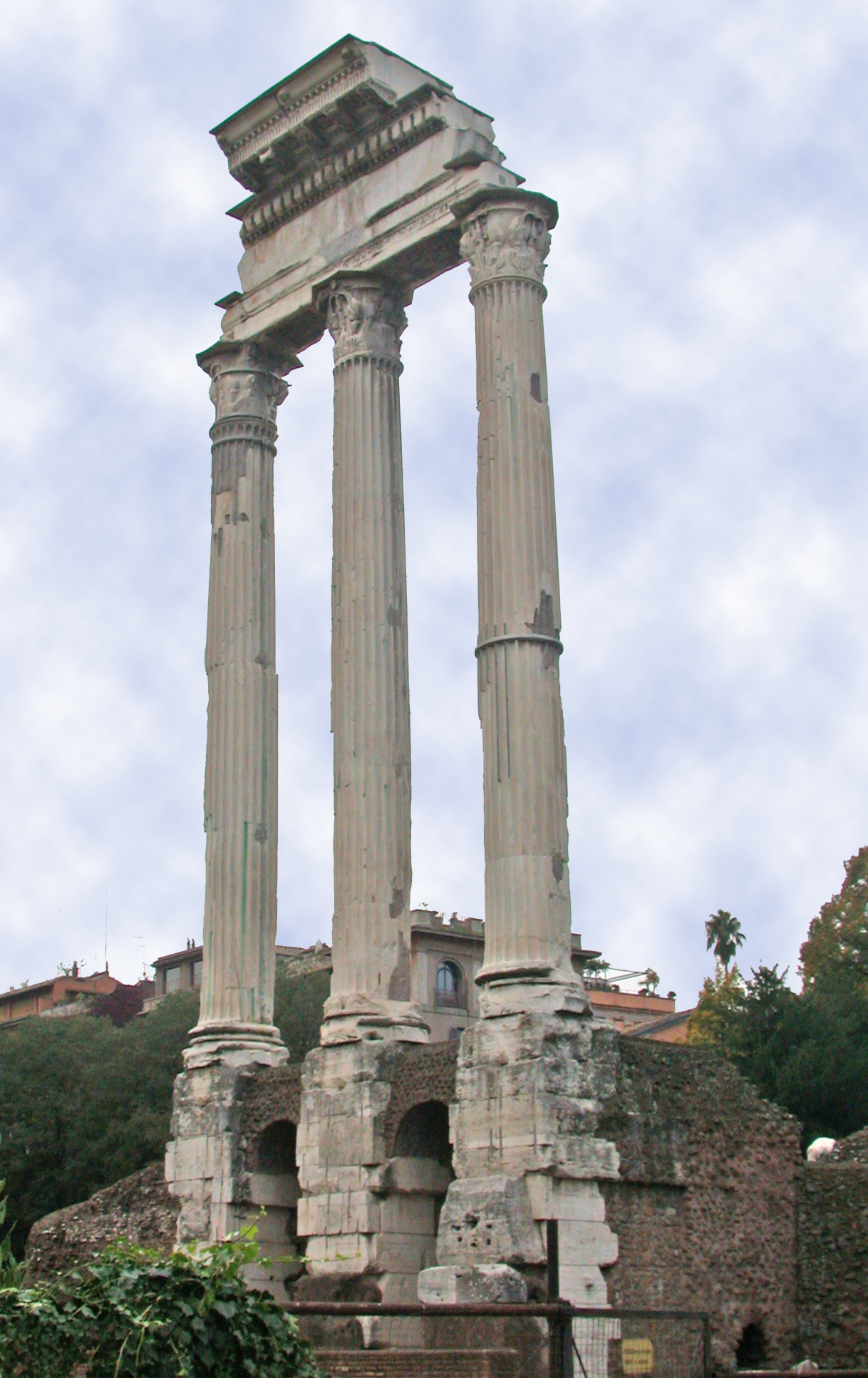
Ruïnes del temple de Càstor i Pòl·lux en el Fòrum Romà. Tant els escriptors contemporanis com els descobriments arqueològics posteriors afirmen que en un cert moment Calígula va fer ampliar el seu palau per annexar-se aquesta estructura

En una ocasió en la qual diversos reis van visitar Calígula a Roma i mentre debatien sobre el seu llinatge noble, va exclamar: «Només hi ha un senyor i un rei». L'any 40, va començar a implementar diverses mesures molt controvertides que introduïen la religió en el seu rol polític i va començar a aparèixer en públic disfressat de diversos déus com Hèrcules, Mercuri, Venus i Apol·lo. Va començar a referir-se a ell mateix com a déu i, almenys en una ocasió, se l'esmenta amb el nom de Júpiter en un document públic.
Es va dedicar un temple per al seu culte a Milet i se'n van construir dos de nous a Roma per adorar-lo. El temple de Càstor i Pòl·lux a Roma va ser annexat a la residència imperial al Palatí i també va ser dedicat a Calígula. A vegades apareixia en aquest temple i es presentava com un déu davant del poble. També va fer canviar els caps d'algunes estàtues de déus dels temples per posar-hi el seu. Es diu que volia ser adorat com Neos Helios o el Nou Sol i així se'l va representar en algunes monedes a Egipte.
La política religiosa de Calígula diferia força de la dels seus predecessors. Segons Cassi Dió, els emperadors vius podien ser adorats com a déus en les províncies de l'est i només un cop morts podien considerar-se com a tals a Roma. El culte a August, el primer emperador romà, es practicava alguns cops, com ho demostra la seva inscripció funerària, però Dió afirma que es tracta d'un fet extrem del qual la majoria d'emperadors pretenien defugir. Calígula va anar un pas més enllà i va fer que la gent de Roma, incloent-hi els senadors, l'adoressin com un déu en vida.

### Política oriental
Calígula va haver de sufocar diverses revoltes i conspiracions als territoris orientals durant el seu regnat. Ajudant-lo en aquestes accions hi havia el seu bon amic Herodes I Agripa, que es va convertir en governador dels territoris de Batanea i Traconitis després de l'ascensió de Calígula com a emperador l'any 37. Les causes de les revoltes eren diverses i incloïen el procés d'hel·lenització, l'aplicació del dret romà i la situació legal dels jueus que vivien dins l'imperi.
Calígula no confiava en el prefecte d'Egipte, Aulo Avilius Flaccus. Flaccus havia estat lleial a Tiberi, havia conspirat contra la mare de Calígula i tenia connexions amb els separatistes egipcis. L'any 38, Calígula va enviar Agripa a Alexandria sense previ avís per tal que l'informés sobre Flaccus. Segons Filó d'Alexandria, la visita va ser rebuda amb esbroncades per part de la població grega, que veia Agripa com el rei dels jueus. Flaccus va intentar aplacar tant la població grega com Calígula manant construir estàtues de l'emperador en les sinagogues jueves. Com a resposta, van esclatar avalots a la ciutat i Calígula va decidir retirar Flaccus del seu càrrec i executar-lo.
L'any 39 Agripa va acusar Herodes Antipas, el tetrarca de Galilea i de Perea, de planejar una rebel·lió en contra dels romans amb l'ajut de Pàrtia. Antipas va confessar i va ser exiliat, i quedà Agripa al càrrec dels seus territoris.
L'any 40, van esclatar de nou disturbis a Alexandria entre els jueus i grecs, i els jueus van ser acusats de no honorar l'emperador.
Les disputes es van produir a la ciutat de Jamnia, on els jueus protestaven per l'erecció d'un altar d'argila que finalment van destruir. Com a resposta, Calígula va ordenar l'erecció d'una estàtua de si mateix al temple de Jerusalem, una demanda que entrava en conflicte amb el monoteisme jueu. En aquest context, Filó va escriure que Calígula «tenia una suspicàcia especial cap als jueus, com si fossin els únics que s'oposaven als seus desitjos».
El governador de Síria, Publi Petroni, per por a una guerra civil si l'ordre es portava a terme, va retardar-ne l'execució durant gairebé un any fins que finalment Agripa va convèncer Calígula perquè en revoqués l'ordre.

### Escàndols
Tant Filó d'Alexandria com Sèneca descriuen Calígula com un emperador dement, absorbit en si mateix, fàcil de fer enfadar, que assassinava per caprici, excessiu en les despeses i obsessionat amb el sexe Va ser acusat d'anar-se'n al llit amb dones casades i de vantar-se'n, de matar per pura diversió, de malgastar diners en el seu pont flotant, causant la fam del seu poble, i de voler que se'l venerés com a déu, arribant a ordenar construir una estàtua seva al temple de Jerusalem.
Les obres de Suetoni i Cassi Dió ofereixen molts relats de la seva demència. L'acusen de practicar sexe amb les seves tres germanes i d'obligar-les a prostituir-se, d'enviar l'exèrcit a missions absurdes, de convertir el palau en un bordell i, potser la més famosa de totes, de planejar nomenar cònsol el seu cavall Incitatus per acabar nomenant-lo sacerdot del seu culte.
La validesa d'aquests relats és fins a cert punt discutible, a causa de la dificultat d'obtenir fonts fidedignes del seu regnat. A més, en la cultura política romana, la bogeria i la perversitat sexual es presenten sovint com a símbols de mals governants.

### Assassinat i conseqüències
Les accions de Calígula com a emperador van ser descrites com a especialment dures pel senat, la noblesa i l'orde eqüestre. Segons diversos autors, aquestes accions van provocar diverses conspiracions fallides contra Calígula fins que, finalment, un complot de la guàrdia pretoriana liderat per Gai Cassi Quèrees va aconseguir assassinar-lo. Segons sembla, malgrat ser planejat per només tres persones, diversos senadors i membres de l'exèrcit i de l'orde eqüestre n'estaven assabentats o hi participaren.
La situació es va agreujar quan l'any 40 Calígula va anunciar al senat la seva intenció de marxar de Roma i establir-se a Alexandria, on esperava ser adorat com un déu en vida. La perspectiva de veure marxar l'emperador de Roma i, per tant, el seu poder polític, era el súmmum per a molts, ja que hauria deixat tant al senat com a la guàrdia pretoriana impotents per aturar la repressió i el llibertinatge de Calígula. En aquest moment, Quèrees va aconseguir convèncer els seus companys de conspiració per posar ràpidament el seu pla en marxa.
Segons Josep, Quèrees podria haver tingut motius polítics per a assassinar Calígula mentre que Suetoni únicament esmenta el fet que Calígula se'n mofava i que el considerava un efeminat per no ser prou dur amb la recaptació d'impostos i per tenir la veu fina. Afirma que Calígula l'anomenava Príap i Venus.
Així, el 22 de gener del 41 (o bé el 24, segons Suetoni), Quèrees i altres guàrdies es van acostar a Calígula mentre parlava amb uns joves actors durant un espectacle en commemoració d'August. Els detalls varien entre els diferents relats, però tots afirmen que Quèrees va ser el primer a apunyalar Calígula, seguit per la resta dels conspiradors. Suetoni recull el fet que la seva mort va ser molt similar a la de Juli Cèsar i diu que tant el vell Gai Juli Cèsar com el jove Gai Juli Cèsar (Calígula) van ser apunyalats 30 cops per conspiradors liderats per un home anomenat Cassi (Gai Cassi Longí i Gai Cassi Quèrees).
El passadís subterrani on Calígula va ser assassinat va ser descobert pels arqueòlegs sota el Palatí l'any 2008. Quan la guàrdia germànica de l'emperador va arribar al lloc dels fets, Calígula ja era mort, i fruit de la ràbia van començar a atacar els conspiradors, però també senadors innocents i els curiosos que s'hi havien congregat. Els senadors van veure l'assassinat de Calígula com una ocasió immillorable per restaurar la República Romana, i Quèrees va intentar convèncer els militars de donar-los suport. No obstant això, aquests es van mantenir fidels a l'emperador i el poble va congregar-se per demanar que els assassins de Calígula fossin portats davant la justícia. Per tal deixar l'imperi sense suports, els conspiradors també van buscar i assassinar la dona de Calígula, Cesònia i la seva filla Júlia Drusil·la, a qui van esclafar el cap contra una paret, però van ser incapaços de trobar el seu oncle Claudi, que va aconseguir amagar-se i escapar-se a un campament militar amb l'ajut d'un soldat pretorià.
Claudi es va convertir en emperador després d'assegurar-se l'ajut de la guàrdia pretoriana i va ordenar l'execució de Quèrees i altres conspiradors implicats en la mort de Calígula. Segons Suetoni, el cos de Calígula va ser incinerat i enterrat per les seves germanes al mausoleu d'August. L'any 410, durant el saqueig de Roma, les seves cendres van ser saquejades i escampades.

## Llegat

### Historiografia

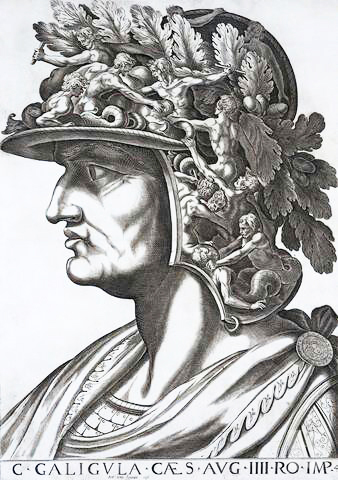
Representació imaginària de Calígula pintada durant el Renaixement

Fer un relat consistent de la història del regnat de Calígula és extremadament problemàtic, ja que només se'n conserven dues fonts contemporànies, Filó d'Alexandria i Sèneca. Les obres de Filó, De l'ambaixada a Gaius i Flaccus, donen alguns detalls sobre el regnat de Calígula, però sobretot se centren en els esdeveniments que envolten la població jueva a Judea i Egipte, amb la qual simpatitzava. Diverses obres de Sèneca aporten anècdotes disperses sobre la personalitat de Calígula que quasi va condemnar-lo a mort l'any 39, probablement a causa de la seva associació amb els conspiradors.
En algun moment de la història, es van conservar fonts contemporànies més detallades sobre Calígula que actualment estan perdudes. A més, els historiadors que les van escriure han estat titllats d'esbiaixats, sia per ser massa crítics amb Calígula o bé massa complaents. No obstant això, aquestes fonts primàries perdudes, juntament amb les obres de Sèneca i Filó, són la base d'altres històries secundàries i terciàries que es conserven en escrits de les següents generacions d'historiadors. Alguns dels historiadors contemporanis són coneguts pel seu nom. Fabi Rústic i Marc Cluvi Rufus van escriure històries crítiques amb Calígula, que actualment estan perdudes. Fabi Rústic va ser un amic de Sèneca, conegut per l'embelliment i la tergiversació dels fets històrics, mentre que Marc Cluvi Rufus va ser un senador involucrat en l'assassinat de Calígula.
La germana de Calígula, Agripina, va escriure una autobiografia que certament incloïa un relat més detallat del regnat de Calígula, però que també està perduda. Agripina va ser exiliada per Calígula per la seva connexió amb Emili Lèpid, que van conspirar en contra seva. El poeta Gneu Corneli Lèntul Getúlic també va publicar una sèrie d'escrits afalagadors sobre Calígula, que tampoc s'han conservat.
La major part del que es coneix sobre Calígula prové de Suetoni i de Cassi Dió. Mentre que Suetoni va escriure la seva obra 80 anys després de la mort de l'emperador, Dió ho farà més de 180 anys després. No obstant això, el treball de Dió és molt valuós perquè és l'únic que inclou una cronologia del regnat de Calígula.
Altres autors ofereixen una perspectiva limitada sobre Calígula. Mentre que Josep Flavi dona una descripció detallada del seu assassinat, Tàcit proporciona alguna informació addicional sobre la vida de Calígula sota el regnat de Tiberi. Sembla que en una part dels seus Annals, ara perduda, Tàcit va escriure una història detallada de Calígula i la Historia natural de Plini el Vell també n'aporta algunes referències breus.
En resum, es conserven poques fonts sobre Calígula i cap de les que sobreviuen el descriu de manera favorable. L'escassetat de fonts ha donat lloc a importants llacunes en el coneixement modern del seu regnat. S'han escrit molt poques obres sobre els seus dos primers anys com a emperador, i només existeixen dades limitades sobre els esdeveniments significatius posteriors, com l'annexió de Mauritània, les accions militars a Britànnia o la seva disputa amb el senat romà.

### Salut
Totes les fonts conservades, excepte Plini el Vell, caracteritzen Calígula com un boig, però no se sap amb certesa si parlen en sentit figurat o literal. A més, donada la impopularitat de Calígula entre les fonts conservades, és difícil separar la realitat de la ficció. Les fonts més recents estan dividides en l'intent d'atribuir una raó mèdica a la seva conducta, citant encefalitis, epilèpsia o meningitis, entre les diferents possibilitats. La qüestió de si Calígula tenia alguna malaltia mental, especialment després de la seva malaltia al principi del seu regnat, continua sense tenir una resposta clara.
Filó d'Alexandria, Josep i Sèneca diuen que Calígula era un boig o un dement, però sempre ho descriuen com un tret de personalitat desenvolupat al llarg de l'experiència. Sèneca afirma que Calígula es va tornar arrogant, malhumorat i ultratjat un cop convertit en emperador i llista els seus defectes de personalitat com a exemples per alliçonar els seus lectors. Segons Josep, el poder va tornar Calígula increïblement vanitós i el va portar a pensar que era un déu. Filó d'Alexandria indica que Calígula es va tornar implacable després de gairebé morir a causa d'una malaltia durant el vuitè mes del seu regnat l'any 37. Juvenal sosté que se li va donar una poció màgica que el va fer tornar boig.
Suetoni diu que Calígula patia epilèpsia (la «malaltia dels que cauen») quan era jove. Els historiadors moderns han teoritzat que Calígula vivia amb la por de patir convulsions en el seu dia a dia i, malgrat que la natació formava part de l'educació imperial, Calígula no en va aprendre mai, potser pel fet que als epilèptics se'ls desaconsella nedar en aigües obertes. A més, també s'esmenta que Calígula parlava amb la lluna, un astre que durant temps va estar associat amb la malaltia.
Alguns historiadors moderns pensen que Calígula patia hipertiroidisme, diagnòstic que podria explicar la seva irritabilitat i la «mirada fixa» que descriu Plini el Vell.

## Ancestres
Calígula tenia el següent arbre genealògic:

## En la cultura popular

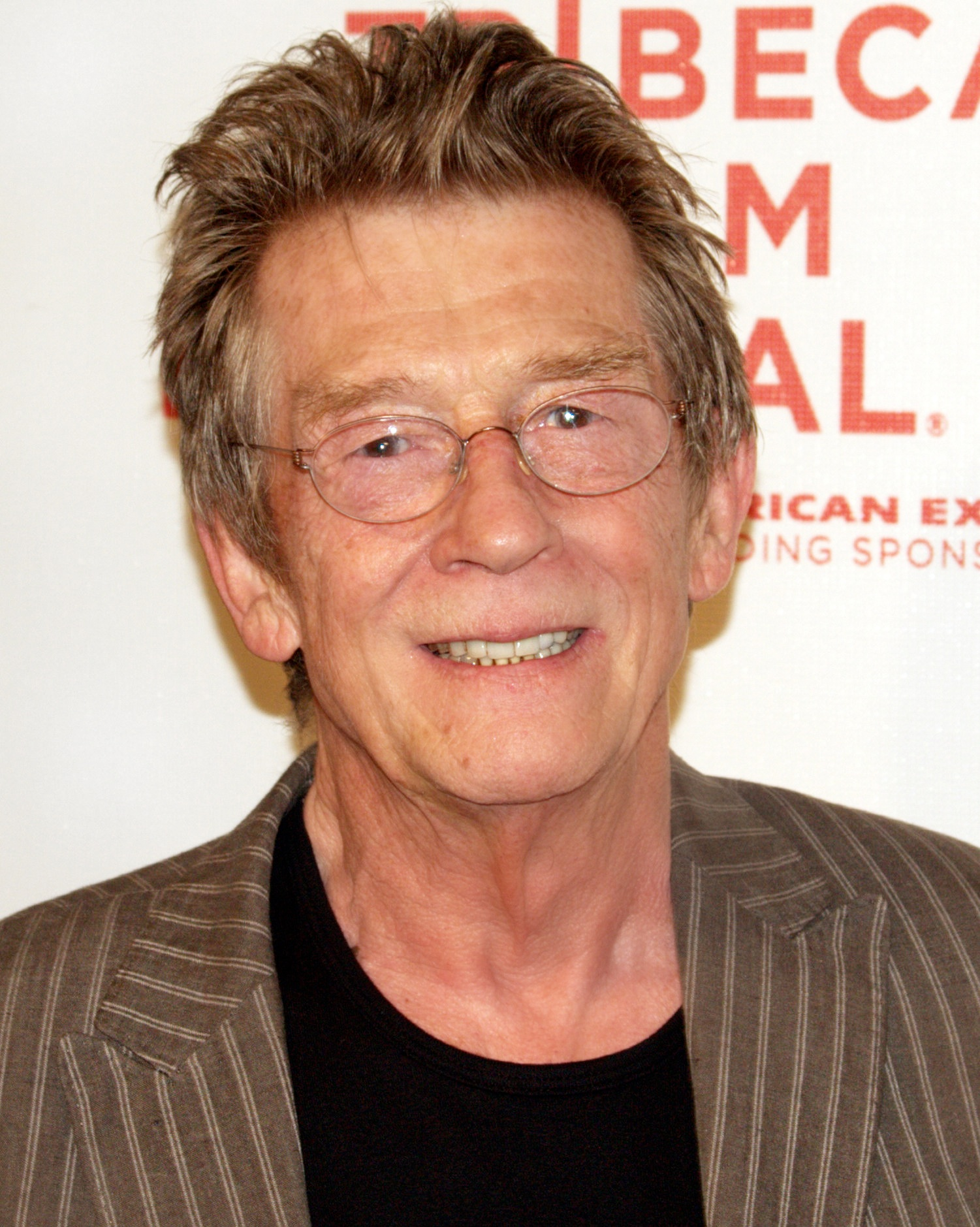
John Hurt va interpretar Calígula en la popular sèrie de la BBC Jo, Claudi l'any 1976

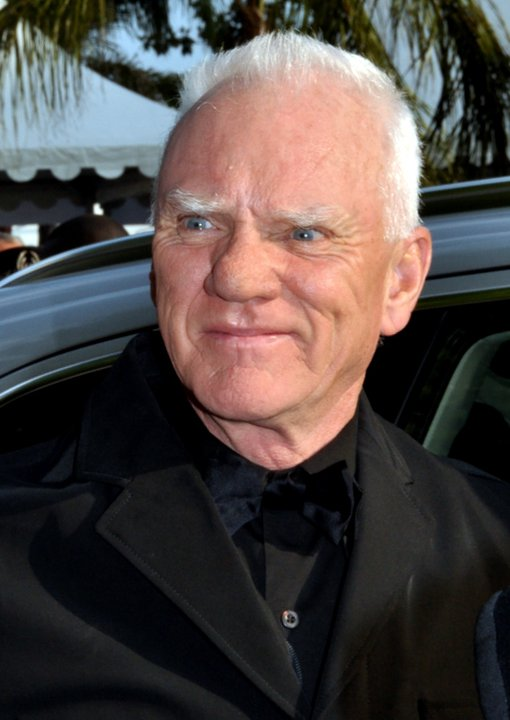
Malcolm McDowell va protagonitzar el controvertit film Calígula el 1977

### Teatre i literatura
Caligula, d'Albert Camus, és una obra de teatre en la qual l'emperador torna a palau havent passat tres dies i tres nits fora després de la mort de la seva estimada germana Drusil·la. El jove emperador utilitza aleshores el seu poder absolut per «convertir allò impossible en allò probable».
El 1934, la novel·la Jo, Claudi de l'escriptor anglès Robert Graves presenta Calígula com un psicòpata assassí des de la seva infància, que va esdevenir clínicament boig al principi del seu regnat. A l'edat de només set anys, és capaç de desesperar fins a la mort el seu pare i més tard cometrà incest amb les seves tres germanes i es trobarà implicat en l'assassinat de Drusil·la.
En la novel·la d'Ayn Rand de 1943 The Fountainhead, se l'esmenta en un moment culminant on un personatge fa el següent discurs: «Recordeu l'emperador romà que va dir que desitjava que la humanitat tingués un sol coll per poder-lo tallar? La gent s'ha rigut d'ell durant segles, però nosaltres riurem els darrers. Hem aconseguit el que ell no va poder aconseguir. Hem incitat les persones a unir-se. Així, tenim un sol coll a punt per ficar-hi una sola corretja».
L'obra teatral The Reckoning of Kit and Little Boots de Nat Cassidy examina les similituds entre la vida del dramaturg Christopher Marlowe i Calígula, que van morir apunyalats a la mateixa edat a causa, en part, de les seves controvertides perspectives religioses.
L'any 2011, es va publicar un còmic de terror de David Lapham anomenat Calígula.

### Cinema
El personatge de Calígula ha aparegut en una trentena de films i sèries de televisió al llarg de la història. Ha estat interpretat, entre d'altres, per Emlyn Williams en un film de 1937 i per Jay Robinson, en una versió sinistra i molt recordada en La túnica sagrada (1953) i Demetri i els gladiadors (1954). El 1979, es va estrenar un llargmetratge anomenat Calígula que pretenia ser una epopeia històrica sobre la seva vida, amb l'aclamat Malcolm McDowell en el paper principal. La versió final de la cinta conté escenes de violència i sexe explícit que no van ser filmades en la versió original, va rebre molt males crítiques, i fou prohibida en diversos països, creant una gran controvèrsia en la seva estrena, però esdevingué un film de culte del cinema eròtic. Les produccions més recents inclouen Caligula: 1400 Days of Terror (2012).

### Televisió
L'emperador també ha aparegut en nombroses sèries i programes televisius. L'any 1968, Ralph Bates va interpretar Calígula en una sèrie de la cadena ITV anomenada The Caesars; John Hurt ho va fer en la popular sèrie de la BBC Jo, Claudi, John McEnery en la minisèrie de 1985 A. D., Tony Hawks en l'episodi Meltdown d'El nan roig, Simon Farnaby en Horrible Histories i John Simm en la minisèrie de 2004 Imperium Nerone.
La sèrie Jo, Claudi, una adaptació de l'obra de Robert Graves, és una de les més populars de la cadena i de les més recordades a Catalunya, ja que va ser emesa el 1986 durant els primers anys de Televisió de Catalunya. Hi apareix un Calígula que, malgrat tenir problemes mentals des de petit, es torna perillosament psicòtic després de patir aparentment un atac d'epilèpsia i es desperta creient que s'ha transformat en el déu Zeus. En una escena, mata Drusil·la quan aquesta està embarassada, obrint-li el ventre per treure el fill del seu interior tot intentant recrear el naixement d'Atenea.
El català Roger Pera també el va interpretar l'any 2001 en un capítol d'Estudio 1 en Televisió Espanyola basat en l'obra d'Albert Camus, dirigit per Eloy de la Iglesia, amb Fernando Guillén Cuervo en el paper de Quèrees i Assumpta Serna com a Cesònia.

### Música
Calígula i el seu regnat és també un tema recurrent en la música, que generalment apel·la al seu vessant més fosc. El grup californià Them Crooked Vultures es deia originàriament Caligulove, que també és el títol d'una cançó seva en què es descriu la megalomania i el sadisme de l'emperador. També els The Dickies tenen una cançó anomenada Calígula en què es descriu el seu «regnat del terror». L'any 1984, se'l referencia en una cançó dels The Smiths i és també el títol d'un àlbum del comediant Anthony Jeselnik de 2013. Els canadencs Ex Deo van anomenar Caligvla el seu segon àlbum i van fer aparèixer l'emperador i altres personatges del seu regnat en el material audiovisual del disc.

### Videojocs
El canal de televisió Adult Swim va crear un joc per al seu lloc web anomenat Viva Calígula, en el qual se'l representa com un assassí i es mostren diferents rumors escandalosos de la seva biografia. En el videojoc GTA San Andreas (2004), apareix un casino anomenat Caligula's Palace per analogia amb el famós Caesars Palace de Las Vegas.